# Nogometni klub Korotan Prevalje
Il Nogometni klub Korotan Prevalje era una società calcistica con sede nella città di Prevalje, nella Carinzia slovena.
Fondato nel 1933, il club è fallito nel 2003 a causa di problemi economici.
Il nome "Korotan" deriva da Carantania, un'entità statale slava formatasi nella seconda metà del VII secolo nel territorio delle attuali Austria meridionale e Slovenia nordoccidentale.

## Storia
Il club viene fondato nel 1933 nella città di Prevalje. Negli anni della Jugoslavia milita sempre nei campionati minori, non raggiungendo mai la Slovenska republiška nogometna liga, ovvero la massima serie slovena, terza divisione jugoslava. Vi era stato un "Korotan", ma si trattava della squadra di Kranj, oggi nota come Triglav.
Con la dissoluzione della Jugoslavia e l'indipendenza della Slovenia, il club raggiunge presto la massima serie, la 1. SNL, dove disputa 9 stagioni (di solito lottando per non retrocedere) e raggiungendo la finale della coppa nazionale nel 2000.
Si qualifica per la Coppa Intertoto UEFA 1999, unica competizione europea cui abbia partecipato, venendo eliminato al primo turno dagli svizzeri del Basilea.
A causa di grossi problemi finanziari, comuni a molte altre squadre slovene, il club non riesce a concludere il campionato 2002-03, ritirandosi dopo 19 giornate (sebbene in classifica vengano contate solo le prime 11), e ritirandosi pure dalla coppa, ove aveva raggiunto le semifinali. Così, a marzo 2003, il Korotan cessa di esistere.
Nel 2002, nasce in città un nuovo club: il DNŠ Prevalje, che si fa chiamare anch'esso "Korotan". La Federcalcio slovena non lo considera come successore del defunto Korotan, ed i loro risultati e statistiche sono tenuti separati.

## Stadio
Il club gioca le gare casalinghe allo Stadion na Prevaljah, che ha una capacità di 2000 posti a sedere.

## Palmarès

### Altri piazzamenti
- Coppa di Slovenia:

Finalista: 1999-2000
Semifinalista: 2002-2003
- Druga slovenska nogometna liga:

Secondo posto: 1993-1994

## Giocatori
- Roman Bezjak
- Roman Plesec
- Kristijan Švab
- Peter Šumnik
- Niko Podvinski
- Goran Miškič
- Ilir Silo
- Samo Vidovič
- Marko Barun
- Sami Dobreva
- Živojin Vidojevič
- Goran Jolič
- Senad Tiganj
- Alfred Jermaniš
- Sergej Jakirović
- Matej Miljatovič
- Artim Shaqiri
- Stanislav Kuzma
- Peter Koželj
- Igor Benedejčič
- Faik Kamberović
- Aleš Križan
- Roland Njume Ntoko